# Oss torpeder emellan 2
Oss torpeder emellan 2 (originaltitel: The Whole Ten Yards) är en amerikansk action-komedi från 2004 i regi av Howard Deutch med Bruce Willis och Matthew Perry i huvudrollerna. Filmen, som släpptes direkt på video, hade Sverigepremiär den 20 oktober 2004.

## Handling
Efter att den beryktade yrkesmördaren Jimmy ”The Tulip” Tudeski (Bruce Willis) har iscensatt sin egen död har han nu ett lugnt liv. Han ägnar sig åt hälsosamma intressen som kreativ hushållning, gourmetmatlagning och psykoterapi. Men en dag bankar en gammal ”vän” på dörren, den panikslagne Oz (Matthew Perry), som desperat ber om hjälp att rädda sin fru som har kidnappats av den ungerska maffian. Nu tvingas Jimmy och Oz gå ännu längre än någonsin förr och vidta extrema åtgärder för att sätta skurkarna ur spel – för gott.

## Om filmen
Filmen är inspelad i Amsterdam, Noord-Holland samt i Burbank och Los Angeles, Kalifornien.

## Rollista (i urval)
| Bruce Willis       | – Jimmy "The Tulip" Tudeski |
| Matthew Perry      | – Nicholas "Oz" Oseransky   |
| Amanda Peet        | – Jill St. Claire           |
| Kevin Pollak       | – Lazlo                     |
| Natasha Henstridge | – Cynthia Oseransky         |